# 성형미인
성형미인(成形美人, plastic beauty)은 대한민국에서 나타난 신조어로 성형외과의 수술로 아름다움을 표현한 사람 또는 사람들을 의미한다.

## 사용 역사
1980년대 중반 성형외과 전공의가 유망 직업으로 떠올랐다. 1996년에 댄스그룹 노이즈가 발표한 5집 앨범 《성형미인》이 인기 있었고 2004년에 중국에서 성형미인대회가 열리기도 했다. 2005년에는 서예린 작가가 만든 《내 ID는 성형미인》이라는 순정만화도 출판되었다.

## 부정적 인식의 변화
20세기 말에 연예인의 미용 성형에 대해 대중이 부정적으로 인식하고 거부감을 표출했지만 21세기 초에 관대해지고 미용을 위해서 할 수도 있다고 판단하는 대중이 증가했다.
그 결과 수술비를 모으기 위해 아르바이트를 하거나 성형대출을 알아보는 경우가 생겼으며 전문의가 아닌 의사가 성형수술을 하거나 기타 이유로 부작용이 발생하여 식물인간이 되거나 사망사고가 일어나기도 했다.